# Бужим (община)
Община Бужим (босн. и хорв. Opština Bužim, серб. Општина Бужим) — боснийская община, расположенная в западной части Федерации Боснии и Герцеговины. Административным центром является город Бужим. По оценкам на 2012 год, в общине проживают 18030 человек 

## География

### Положение в Федерации Боснии и Герцеговины
Расположена в западной части страны. На востоке граничит с общиной Босанска-Крупа, на юге с общиной Цазин, на западе и севере с общиной Велика-Кладуша, на северо-востоке с хорватской общиной Двор-на-Уни. Местность горная.

### Дороги
По территории общины Бужим проходят несколько стратегически важных автодорог:
- Бужим — Отока-Босанска — Босанска-Крупа
- Бужим — Бихач — Баня-Лука
- Конёдор — Цазин — Бихач
- Зарадостов — Бучевац — Двор-на-Уни
- Лубарде — Пашин-Брод — Тодорово — Велика-Кладуша
- Правац-Бузим — Вар
- Риека — Радича-Мост — Врнограч — Велика-Кладуша — Загреб
- Радича-Мост — Босанска-Бойна — Глина — Загреб